# Explicitní znalosti
Explicitní znalosti jsou znalosti, které lze snadno vyjádřit, kodifikovat, vyvolávat a verbalizovat. To znamená, že je můžeme vyjádřit pomocí jazyka, písma, obrázku, matematické formule, not či digitálního záznamu. Dají se snadno předávat druhým. Většina forem explicitní znalosti může být uložena na určitých médiích. Informace obsažené v encyklopediích a učebnicích jsou dobrými příklady explicitních znalostí.

## Formy
Nejběžnějšími formami předávání explicitních znalostí jsou příručky, dokumenty, postupy a videonávody. Znalosti mohou být také audiovizuální. Umělecká díla a návrh výrobku mohou být chápány jako jiné formy explicitních znalostí, kde jsou lidské dovednosti, motivy a znalosti externalizovány.

## Uchovávání
Explicitní znalosti skladujeme v informačních systémech ve formě dat. Informačním systémem může být databáze nebo také obyčejná kartotéka či diář.

## Spojování
Explicitní znalosti spolu můžeme kombinovat, a vytvářet tak na základě dvou i více explicitních znalostí explicitní znalost novou.